# بيت الرباعي (بعدان)

تعديل مصدري - تعديل

بيت الرباعي هي إحدى قرى عزلة بني منصور بمديرية بعدان التابعة لمحافظة إب، بلغ تعداد سكانها 86 نسمة حسب تعداد اليمن لعام 2004.